# La ricompensa del gatto
La ricompensa del gatto (猫の恩返し?, Neko no ongaeshi) è un film d'animazione del 2002 diretto da Hiroyuki Morita.
Prodotto dallo Studio Ghibli, si può considerare uno spin-off del film I sospiri del mio cuore, in cui comparivano in ruoli minori Baron e Muta.

## Trama
I guai per Haru, una ragazzina che frequenta le scuole superiori, iniziano quando per strada salva un gatto che sta per essere investito da un camion. Non è la prima volta che Haru salva la vita a un gatto: ad esempio quando era piccola aveva diviso la sua colazione con una micina randagia che stava per morire di fame. Questa volta però la cosa è diversa, perché il gatto che la ragazza salva è nientemeno che il principe dei gatti e suo padre il re, immensamente grato del bel gesto, si mette in testa di ricompensarla facendole sposare il suo giovane figlio. Ovviamente la ragazza non ne vuole sapere di sposare un gatto, ma non c'è nulla da fare: viene rapita e portata nel "Paese dei gatti" per le nozze (dove, peraltro, viene in seguito trasformata in una gattina antropomorfa).
Fortunatamente il gatto Baron, il gattone Muta e il corvo Toto riescono a salvare Haru dal matrimonio e a riportarla a casa, anche perché il giovane principe dei gatti si era già fidanzato all'insaputa del genitore proprio con la bella gattina che Haru aveva sfamato tanto tempo prima.

## Distribuzione
In Italia il film è stato proiettato durante il Future Film Festival del gennaio 2005 in lingua originale sottotitolato, e poi è stato ridistribuito al cinema da Lucky Red il 9 e il 10 febbraio 2016, doppiato in italiano.

## Accoglienza

### Incassi
La ricompensa del gatto ha incassato 6,48 miliardi di yen ed è stato il film giapponese di maggior successo al botteghino in Giappone del 2002, nonché il settimo film in assoluto per maggiori incassi di quell'anno.

### Critica
Su Rotten Tomatoes il film possiede un indice di gradimento del 90%, con 20 recensioni da parte della critica e un giudizio medio di 6,9/10. Michael Booth di The Denver Post ha sottolineato che «[il regista] Morita possiede una percezione del mondo e della sua solitudine leggermente più cruda e realistica rispetto a Miyazaki, e si può vedere come La ricompensa del gatto si muova su binari diversi nonostante renda comunque omaggio all'attuale maestro dell'animazione giapponese».